# Rödbrun sparv
Rödbrun sparv (Emberiza rutila) är en östasiatisk tätting i familjen fältsparvar.

## Utseende och läten
Rödbrun sparv är en relativt liten fältsparv, 12,5-13,5 centimeter lång, och rätt kortstjärtad. Näbben är relativt lång och har ljus underdel. Hane i häckningsdräkt är omisskännlig med gul undersida och starkt kastanjebrun ovansida, stjärt, huvud samt flankstreck. Hona och hane i vinterdräkt är närmast lik gyllensparv, men är mindre, har gultonade undre stjärttäckare, ofläckat rödbrun övergump och inget vitt på stjärten.

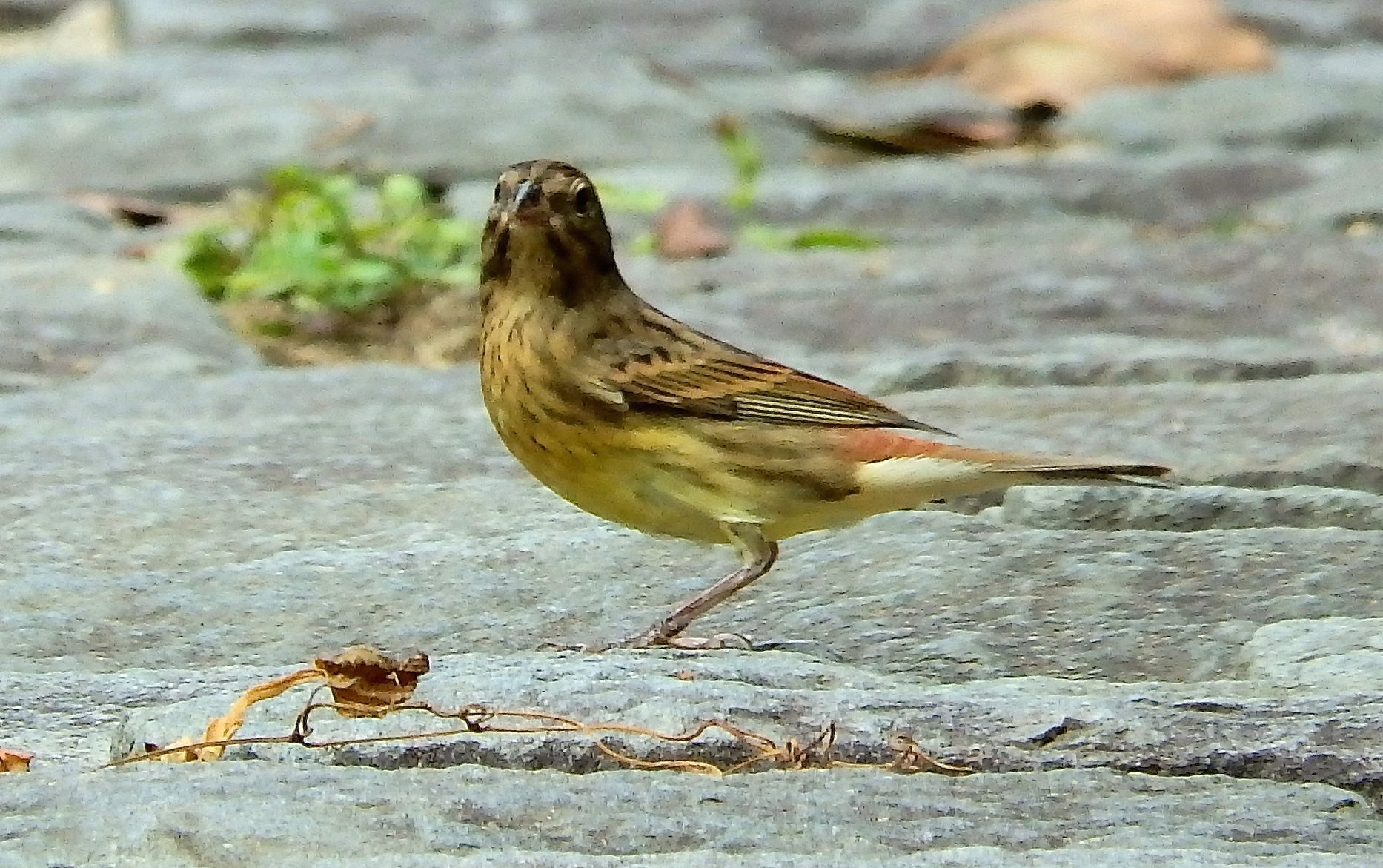
Hona rödbrun sparv.

Locklätet liknar många andra fältsparvar, ett kort och vasst zit. Sången är också kort med ljudlig tredelad strof: inledning med tre rena toner, en drillande mittendel och en rödstjärtslik mjuk avslutning. Den ska påminna om ett fragment av sibirisk piplärka eller kungsfågelsångare.

## Utbredning och systematik
Rödbrun sparv häckar från Sibirien till norra Mongoliet och nordöstra Kina. Vintertid flyttar den till Indien och Sydostasien och passerar då bland annat Japan och Taiwan.

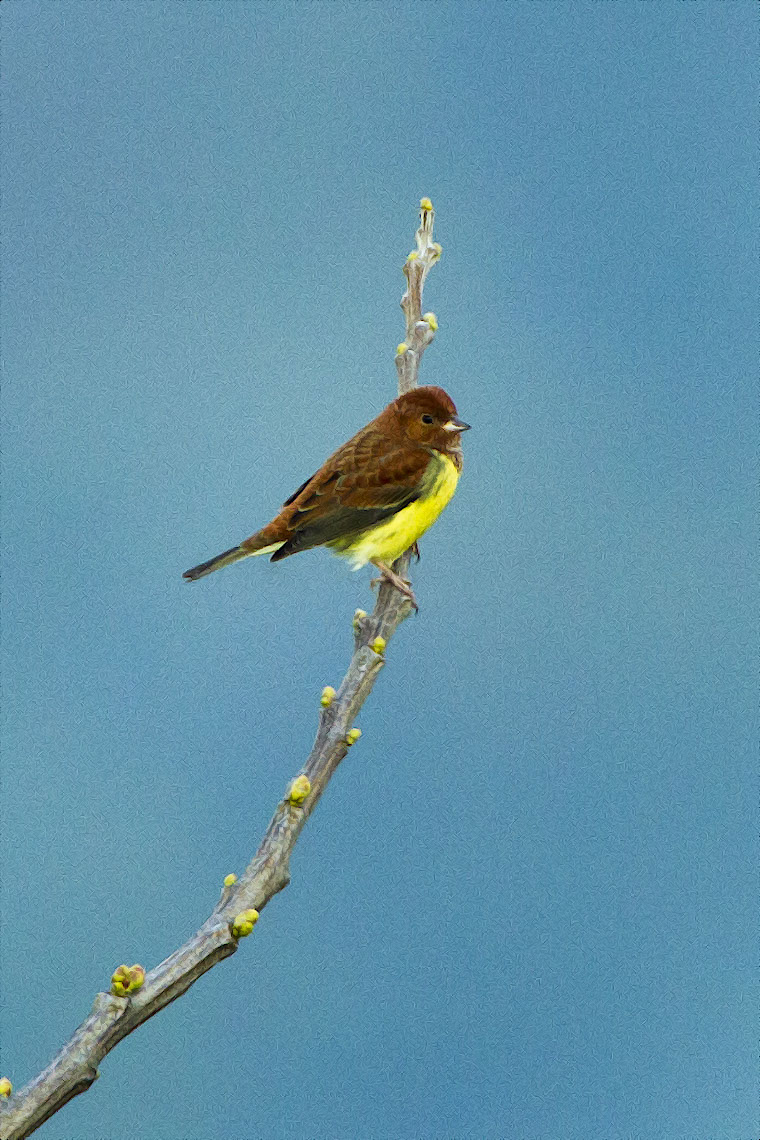
Övervintrande rödbrun sparv i Thailand.

Den är en mycket sällsynt gäst i Europa med endast elva fynd i hela västra Palearktis som tros härröra från vilda fåglar, fördelade på tre fynd i Frankrike, två fynd i Norge och Finland samt ett fynd vardera i Storbritannien, Nederländerna, Slovenien och Israel samt på Malta. Vidare har den observerats i exempelvis Belgien och Ungern, men det har bedömts att dessa fynd möjligen kan utgöra förrymda burfåglar.

### Släktestillhörighet
Arten placeras traditionellt i släktet Emberiza, men vissa auktoriteter delar upp detta i flera mindre släkten. Rödbrun sparv förs då tillsammans med exempelvis sävsparv och videsparv till Schoeniclus. Genetiska studier visar att dess närmaste släkting är gyllensparven, på lite längre avstånd videsparv och dvärgsparv.

## Ekologi

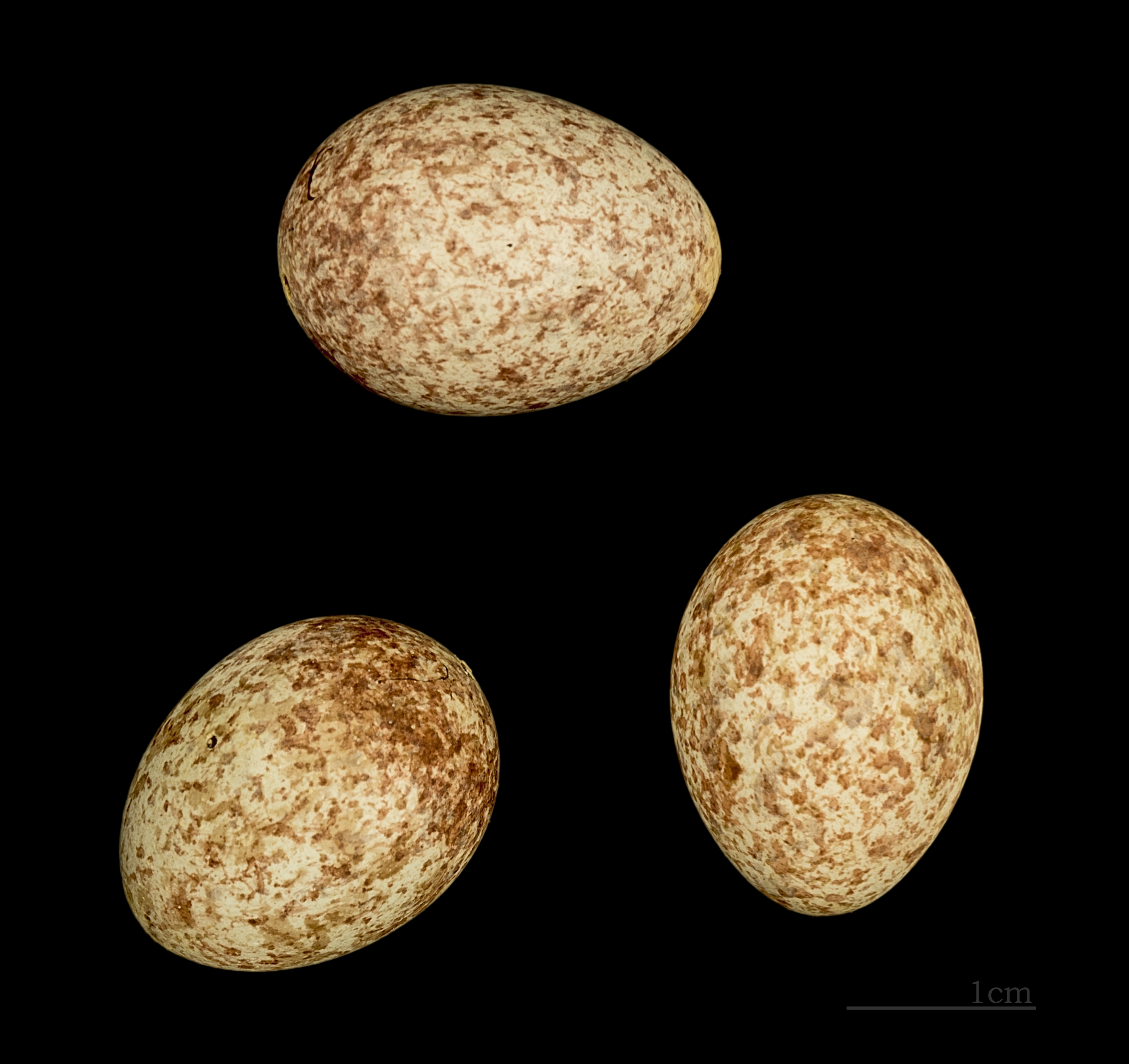
Ägg från rödbrun sparv.

Under häckningstid påträffas den i öppen skog med ordentlig undervegetation, vintertid i jordbruksområden, buskmarker och skogskanter.

## Status och hot
Arten har ett stort utbredningsområde och en stor population med stabil utveckling. Utifrån dessa kriterier kategoriserar IUCN arten som livskraftig (LC). Världspopulationen har inte uppskattats men den beskrivs som lokalt ganska vanlig eller vanlig.